# コール・バセット
コール・ジョン・バセット（Cole John Bassett、2001年7月28日 - ）は、アメリカ合衆国・コロラド州リトルトン出身のサッカー選手。メジャーリーグサッカー・コロラド・ラピッズ所属。ポジションはMF。

## クラブ経歴
2018年9月8日、ポートランド・ティンバーズとのリーグ戦にてコロラド・ラピッズでのプロデビューを果たした。
2022年1月20日、エールディヴィジのフェイエノールトに1年半の契約でレンタル移籍をした。
2022年8月13日、フォルトゥナ・シッタートにレンタル移籍。

## 代表経歴
2021年12月18日、ボスニア・ヘルツェゴビナ代表との親善試合でアメリカ代表デビューを果たし、この試合で決勝点となる代表初ゴールも挙げた。